# Koprivna (Prijepolje)
Pour les articles homonymes, voir Koprivna.
Koprivna (en serbe cyrillique : Копривна) est un village de Serbie situé dans la municipalité de Prijepolje, district de Zlatibor. Au recensement de 2011, il comptait 31 habitants.

## Démographie
| 1948 | 1953 | 1961 | 1971 | 1981 | 1991 | 2002 | 2011 |
| ---- | ---- | ---- | ---- | ---- | ---- | ---- | ---- |
| 275  | 312  | 289  | 226  | 143  | 71   | 49   | 31   |

|  |